# Gavialiceps taiwanensis
Gavialiceps taiwanensis är en fiskart som först beskrevs av Chen och Weng, 1967.  Gavialiceps taiwanensis ingår i släktet Gavialiceps och familjen Muraenesocidae. Inga underarter finns listade i Catalogue of Life.